# Karel Schleichert
Karel Schleichert (né Karel Loukodolský le 28 janvier 1865 à Černý Kostelec, Autriche-Hongrie, aujourd'hui Kostelec nad Černými lesy, République tchèque; mort le 7 février 1940  à Písek, Protectorat de Bohême-Moravie, aujourd'hui République tchèque) était un acteur tchécoslovaque.

## Filmographie
- 1929 : Séduction (Erotikon) de Gustav Machatý
- 1932 : Le Chansonnier de Svatopluk Innemann
- 1935 : Tatranská romance
- 1936 : Le Golem de Julien Duvivier